# San Lorenzo (California)
San Lorenzo es un lugar designado por el censo ubicado en el condado de Alameda en el estado estadounidense de California. En el año 2020 tenía una población de 29,581 habitantes y una densidad poblacional de 4.100 personas por km².

## Geografía
San Lorenzo se encuentra ubicado en las coordenadas 37°40′52″N 122°7′28″O / 37.68111, -122.12444. Según la Oficina del Censo, la ciudad tiene un área total de 7.2 km² (2.8 sq mi), de la cual toda es tierra.

## Demografía
Según el censo del año 2000, los ingresos medios por hogar en el CDP eran de $66.170, y los ingresos medios por familia eran $71.787. Los hombres tenían unos ingresos medios de $53.626 frente a los $39.531 para las mujeres. La renta per cápita para el CDP era de $21.922. Alrededor del 3.7 de las familias y del 5.4% de la población estaban por debajo del umbral de pobreza.